# Lynn Margulis
Lynn Margulis (Chicago, Illinois, 1938. március 5. – Amherst, Massachusetts, 2011. november 22.) amerikai biológus. A University of Massachusetts Amherst professzora.

## Életpályája
Valószínűleg ő járult legtöbbel hozzá az endoszimbiózis elmélet kialakulásához, többek között különálló mikroorganizmusként határozta meg a mitokondrium ősét, mely integrálódott az ősi eukarióta sejtbe. Később más sejtalkotók, pl. az ostor bakteriális eredetét is próbálta igazolni, de ez vitatott maradt, ahogy elméletének az a továbbfejlesztése is, miszerint a horizontális géntranszfer meghatározó szerepet játszik a bonyolult életformák megjelenésében és evolúciójában is.
A James Lovelock-féle Gaia-elmélet egyik fő támogatója.
1957-ben házasodott össze Carl Sagannal, akitől két gyermeke született: a népszerű tudományos író, Dorion Sagan és a programozó Jeremy Sagan. 1964-ben elváltak. Másodszorra 1967-ben házasodott össze a krisztallográfus Thomas Margulis-szel; a házasság 1980-ban ért véget.

## Művei

### Magyarul
- Az együttélés bolygója. Az evolúció új megközelítése; ford. Schoket Zsófia; Vince, Bp., 2000 (Világ-egyetem)

### Angolul
- Margulis, Lynn, 1970, Origin of Eukaryotic Cells, Yale University Press, ISBN 0-300-01353-1
- Margulis, Lynn, 1982, Early Life, Science Books International, ISBN 0-86720-005-7
- Margulis, Lynn and Dorion Sagan, 1986, Origins of Sex : Three Billion Years of Genetic Recombination, Yale University Press, ISBN 0-300-03340-0
- Margulis, Lynn and Dorion Sagan, 1987, Microcosmos: Four Billion Years of Evolution from Our Microbial Ancestors, HarperCollins, ISBN 0-04-570015-X
- Margulis, Lynn and Dorion Sagan, 1991, Mystery Dance: On the Evolution of Human Sexuality, Summit Books, ISBN 0-671-63341-4
- Margulis, Lynn, ed, 1991, Symbiosis as a Source of Evolutionary Innovation: Speciation and Morphogenesis, The MIT Press, ISBN 0-262-13269-9
- Margulis, Lynn, 1992, Symbiosis in Cell Evolution: Microbial Communities in the Archean and Proterozoic Eons, W.H. Freeman, ISBN 0-7167-7028-8
- Margulis, Lynn and Dorion Sagan, 1997, Slanted Truths: Essays on Gaia, Symbiosis, and Evolution, Copernicus Books, ISBN 0-387-94927-5
- Lynn Margulis and Karlene V. Schwartz, 1997, Five Kingdoms: An Illustrated Guide to the Phyla of Life on Earth, W.H. Freeman & Company, ISBN 0-613-92338-3
- Margulis, Lynn, 1998, Symbiotic Planet : A New Look at Evolution, Basic Books, ISBN 0-465-07271-2
- Margulis, Lynn and Dorion Sagan, 2002, Acquiring Genomes: A Theory of the Origins of Species, Perseus Books Group, ISBN 0-465-04391-7
- Margulis, Lynn, et. al., 2002, The Ice Chronicles: The Quest to Understand Global Climate Change, University of New Hampshire, ISBN 1-58465-062-1